# ۲۰۸ (پیش از میلاد)
۲۰۸ (پیش از میلاد) ۲۰۸مین سال قبل از تقویم میلادی است.